# Clarence Augustus Chant
Clarence Augustus Chant (Hagermans Corners, 31 maggio 1865 – Richmond Hill, 18 novembre 1956) è stato un astronomo e fisico canadese.

## Biografia
A partire dal 1887 studiò matematica e fisica presso l’University College della Università di Toronto dove si laureò nel 1890. Ottenne nel 1891 una posizione accademica (felloship) presso la stessa Università ed un insegnamento di fisica nell'anno successivo. Durante questo periodo incominciò ad interessarsi di astronomia e a far parte della Royal Astronomical Society of Canada della quale  divenne presidente dal 1904 al 1907. Ottenne il dottorato presso l‘Università di Harvard nel 1901 quindi divenne professore presso l’Università di Toronto dove nel 1905 introdusse corsi di astronomia e rimanendo l’unico astronomo presso quell’Università sino al 1924. Fu con questo ruolo che insegnò questa disciplina a tutti gli astronomi canadesi che gli sarebbero succeduti guadagnando la reputazione di "padre della astronomia canadese". Sin dal 1906 si adoperò per far realizzare un buon osservatorio astronomico in Canada ma i suoi sforzi in quel periodo furono vanificati dallo scoppio della I guerra mondiale. Finalmente nel 1935, dopo molti anni di lavoro con il supporto finanziario di  David Alexander Dunlap, e dopo la morte di quest'ultimo con il supporto finanziario della sua famiglia,  realizzò il suo sogno di dotare il Canada di un osservatorio astronomico con l’apertura del David Dunlap Observatory. Proprio il giorno dell'inaugurazione compì settanta anni e lasciò l’Università di Toronto per lavorare a tempo pieno presso l’osservatorio trasferendosi presso la sua sede a  Richmond Hill.  

## Contributi scientifici
Fece parte di cinque spedizioni per l’osservazione di eclissi solari inclusa quella del 1922 in Australia per verificare la deflessione della luce stellare indotta da corpi massivi prevista dalla teoria della relatività di Einstein. Fu tra i pionieri delle ricerche astronomiche su osservazioni a raggi X  tramite mezzi fotografici. 
Nel 1928 pubblicò il testo di divulgazione Our Wonderful Universe che ebbe un grande successo e fu tradotto in cinque lingue
A Clarence Augustus Chant  la UAI  ha  intitolato il cratere lunare Chant e l'asteroide della fascia principale 3315 Chant.